# Agly
L'Agly è un fiume francese dei due dipartimenti dell'Aude e dei Pirenei Orientali, nella regione Occitania.

## Geografia
Lungo 72,9 km, l'Agly nasce dal colle di Linas, a nordest del Pic de Bugarach (1230 metri s.l.m.) nel Massiccio delle Corbières, a 940 metri di altitudine.
Passa successivamente nei Pirenei Orientali attraverso le gole di Calamus, bagna Saint-Paul-de-Fenouillet e attraversa la Clue de la Fou, trova uno sbarramento nel territorio del comune di Cassagnes, passa a Estagel ove riceve le acque del Verdouble.  Un acquedotto romano attraversa l'Agly all'altezza di Ansignan.
Sfocia nel mar Mediterraneo a sud della stazione balneare di Barcarès al confine con Torreilles.

### Comuni e cantoni attraversati
l'Agly attraversa ventitre comuni nei due dipartimenti seguenti di:

Comuni dei Pirenei Orientali attraversati dall'Agly.

- Aude: Bugarach, Cubières-sur-Cinoble, Camps-sur-l'Agly
- Pirenei Orientali: Saint-Paul-de-Fenouillet, Ansignan, Caramany, Latour-de-France, Estagel, Cases-de-Pène, Espira-de-l'Agly, Rivesaltes, Claira, Saint-Laurent-de-la-Salanque, Torreilles, Le Barcarès, Calce, Trilla, Cassagnes, Pia, Lesquerde, Saint-Arnac, Rasiguères, Planèzes.

### Toponimi
L'Agly ha dato il suo idronimo ai due comuni di Camps-sur-l'Agly e Espira-de-l'Agly.

### Bacino idrografico
L'Agly attraversa le otto zone idrografiche Y060, Y061, Y062, Y063, Y064, Y065, Y066, Y067 per una superficie totale di 1055 km2. Questo bacino idrografico è costituito per il 71,23 % da foreste e ambienti semi-naturali, per il 26,70 % da territor agricoli, per l'1,81 % da territori artificializzati, per il 0,20 % da superfici d'acqua. Il bacino idrografico dell'Agly comprende sessantacinque comuni dei due dipartimenti dell'Aude e dei Pirenei Orientali.

## Affluenti
L'Agly ha diciannove affluenti ufficiali dei quali i principali sono (rd, per riva destra; rs, per riva sinistra):
- la Boulzane, 34 km e con numero di Strahler tre;
- la Désix (rd) 32,4 km;
- il Maury (rg), 18,6 km;
- il Verdouble (rg), 46,8 km;
- il Roboul (rg), 17,8 km.